# Joanka (powiat kaliski)
Joanka (niem. Johannke) – wieś w Polsce, położona w województwie wielkopolskim, w powiecie kaliskim, w gminie Szczytniki.
| SIMC    | Nazwa      | Rodzaj    |
| ------- | ---------- | --------- |
| 0209792 | Mała Gmina | część wsi |

W latach 1975–1998 wieś administracyjnie należała do województwa kaliskiego.
Po III rozbiorze Polski w okolice sprowadzono osadników niemieckich wyznania ewangelickiego, zwanych holendrami. Od 1818 należeli oni do zboru w Sobiesękach. W 1919 była tu niemiecka szkoła ludowa.